# St. Martin (Ludwigshafen)

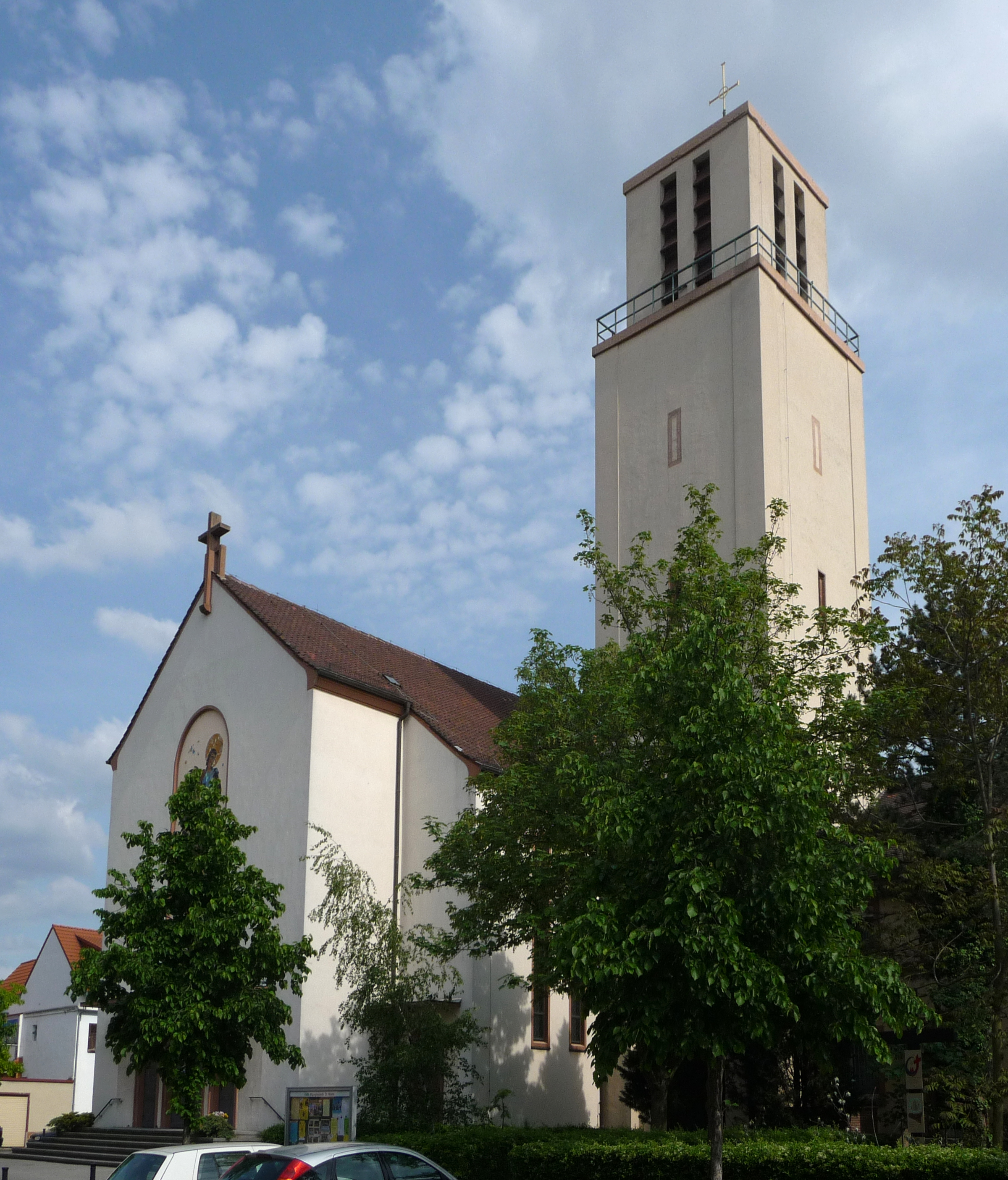
St.-Martin-Kirche

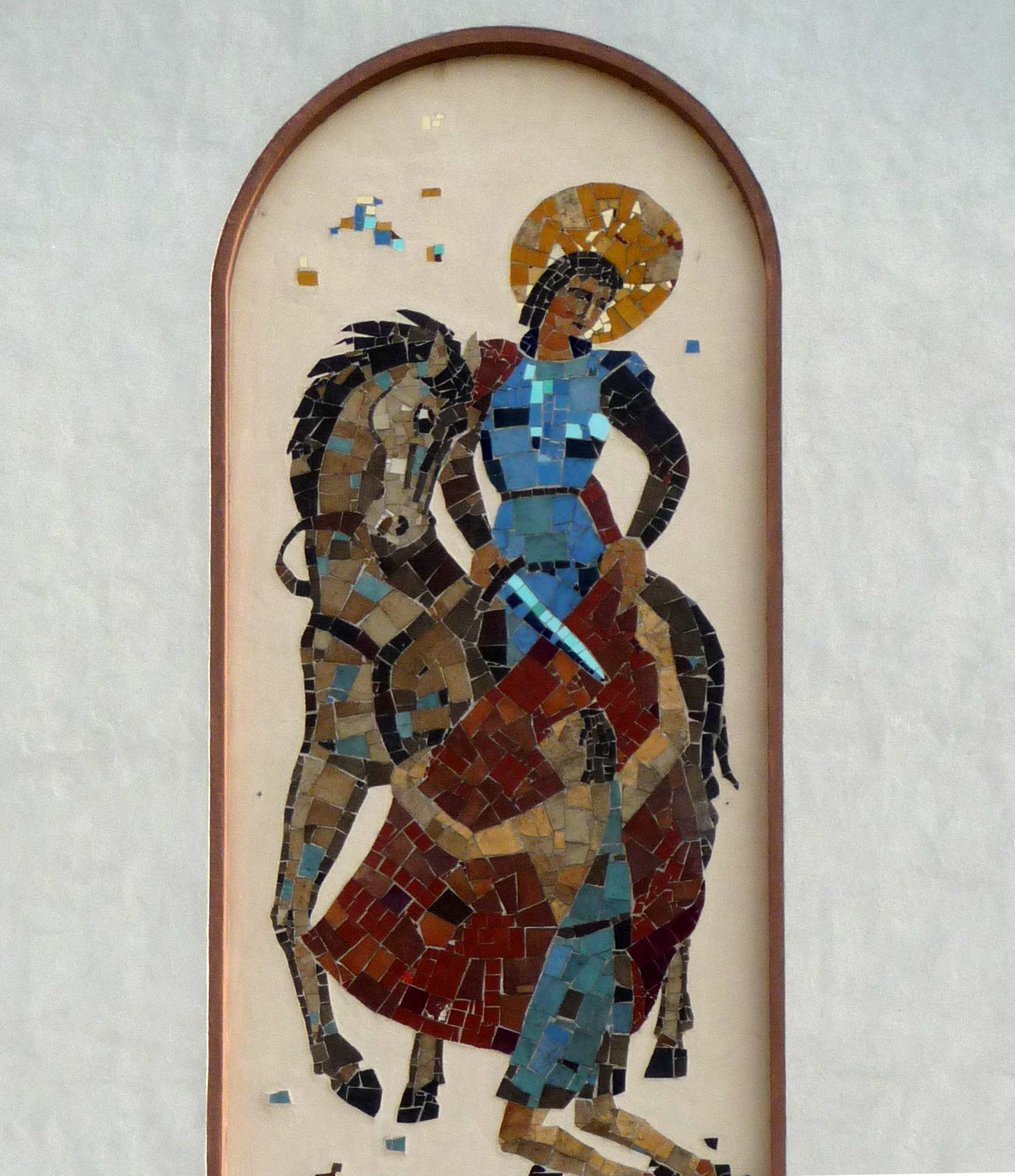
Patron St. Martin

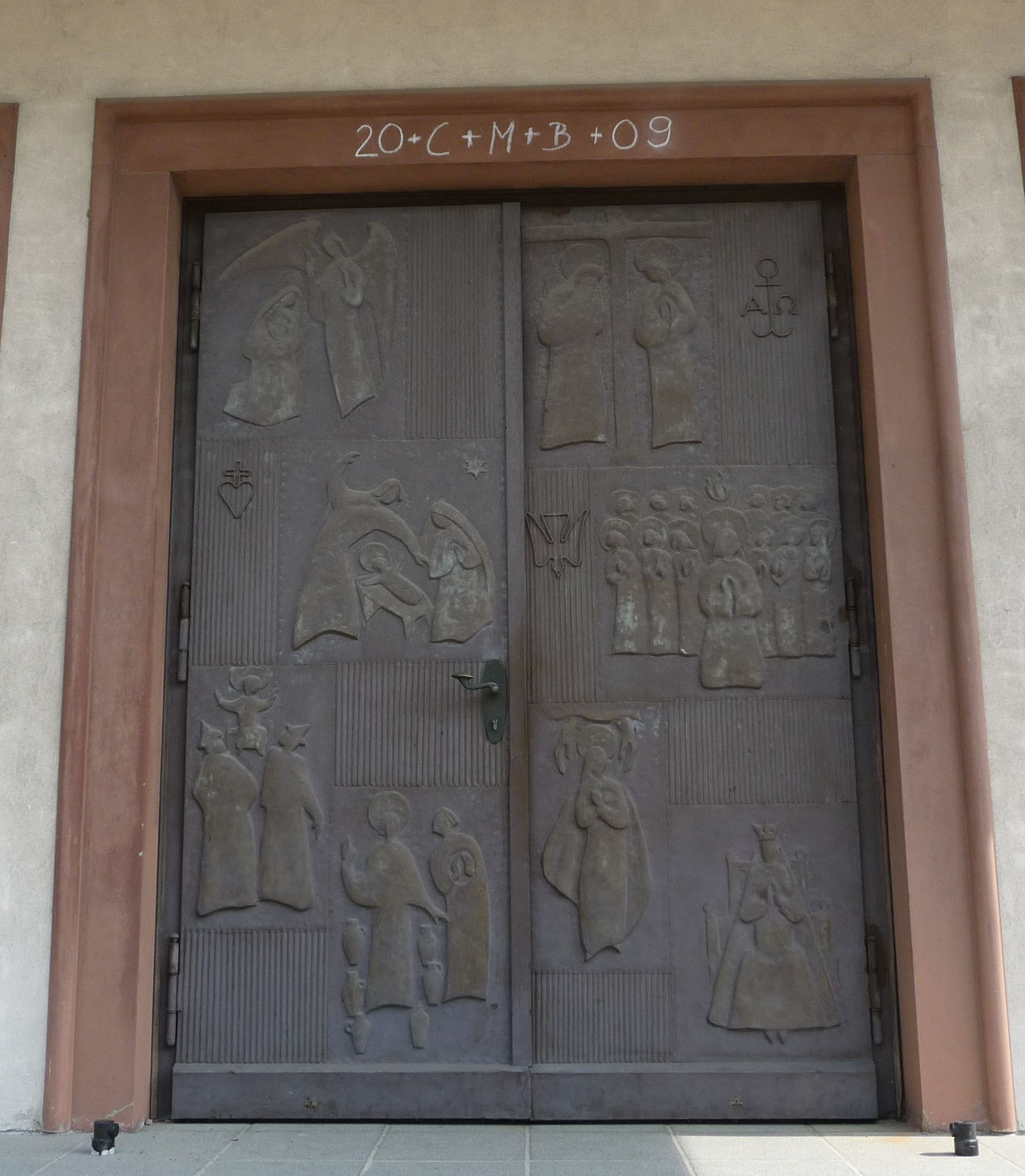
Portal

Die St.-Martin-Kirche (ⓘ) ist eine katholische Kirche im Ludwigshafener Stadtteil Oppau. Sie wurde zwischen 1953 und 1954 nach den Plänen von Albert Boßlet erbaut.

## Geschichte
Oppau wurde im Jahr 808 erstmals urkundlich im Lorscher Codex erwähnt. Dieselbe Urkunde nennt auch bereits das Martinspatrozinium. Diese frühe Nennung und der Patron St. Martin lassen vermuten, dass es sich bei der Oppauer Kirche um die älteste Kirche Ludwigshafens handelt. 888 schenkte der ostfränkische König Arnulf die Kirche seinem Getreuen Reginbert, der sie wiederum später dem Kloster Lorsch schenkte. Vermutlich im 12. Jahrhundert gelangte das Patronat an den Wormser Dompropst, der die Kirche 1234 dem Wormser Domkapitel inkorporierte. 1556 führte der pfälzische Kurfürst Ottheinrich die Reformation ein. Danach war die Kirche fast durchgängig reformiert und wurde auch bei der Pfälzischen Kirchenteilung 1705 den Reformierten zugewiesen.
Zwischen 1771 und 1774 erbauten die Katholiken in Oppau dann eine kleine Barockkirche. 1805 wurde auch wieder eine Pfarrei in Oppau eingerichtet. Aus Tradition wählte man als Patron St. Martin. Durch die Explosion des Oppauer Stickstoffwerkes wurde die Kirche 1921 zerstört. Der größere Neubau im neobarocken Stil bezog nach den Plänen von Albert Boßlet und Josef Kuld die Front und die Fundamente der alten Kirche mit ein. Sie wurde am 11. November 1923 vom Speyerer Bischof Ludwig Sebastian geweiht. Im Zweiten Weltkrieg wurde auch diese Kirche nach einem Fliegerangriff 1943 zerstört. Zwischen 1953 und 1954 wurde die neue, wesentlich größere St.-Martin-Kirche erbaut. Architekt war erneut Albert Boßlet. Die Pfarrei St. Martin bildet heute mit Maria Königin (Ludwigshafen-Edigheim) und St. Albert (Ludwigshafen-Pfingstweide) eine Pfarreiengemeinschaft.

## Beschreibung
Die St.-Martin-Kirche steht im Ortskern von Oppau. Die dreischiffige Hallenkirche ist ein sachlicher, verputzter Bau. Der 38 Meter hohe Kirchturm integrierte Teile des Vorgängerbaus und ist nun in Form eines Campaniles an der rechten Flanke platziert. Das St.-Martin-Mosaik an der Front schuf der Bildhauer Hans König.
Die Fenster im Chor gestaltete Wilhelm Braun. Sie zeigen Szenen aus dem Leben St. Martins. Die Fenster im Langhaus gestaltete der Architekt Albert Boßlet. Zur Ausstattung gehört eine St.-Martin-Figur von um 1500. Das Geläut besteht aus fünf Glocken mit der Schlagtonfolge c1–es1–g1–b1–c2, die vom Bochumer Verein und der Gießerei Schilling stammen.

## Orgel
Die Orgel der St.-Martin-Kirche wurde 1957 von Klais Orgelbau (Bonn) als opus 1123 mit elektrischen Trakturen gebaut. Sie verfügt über 38 Register auf drei Manualen und Pedal. Ihre Windladen sind als Schleifladen ausgeführt. Die Disposition lautet:
| I Hauptwerk C–g3 |               |        |
| 1.               | Gedacktpommer | 16′    |
| 2.               | Prinzipal     | 08′    |
| 3.               | Gemshorn      | 08′    |
| 4.               | Oktav         | 04′    |
| 5.               | Koppelflöte   | 04′    |
| 6.               | Spitzquinte   | 02 ⁄3′ |
| 7.               | Oktav         | 02′    |
| 8.               | Cornett V     |        |
| 9.               | Mixtur IV     |        |
| 10.              | Cymbel III    |        |
| 11.              | Trompete      | 08′    |
| 12.              | Schalmey      | 04′    |

| II Rückpositiv C–g3 |                |         |
| 13.                 | Weidenpfeife   | 08′     |
| 14.                 | Rohrflöte      | 08′     |
| 15.                 | Praestant      | 04′     |
| 16.                 | Blockflöte     | 04′     |
| 17.                 | Quint          | 02 ⁄3′  |
| 18.                 | Waldflöte      | 02′     |
| 19.                 | Terz           | 01 2⁄5′ |
| 20.                 | Scharff III–IV |         |
| 21.                 | Rankett        | 16′     |
| 22.                 | Krummhorn      | 08′     |

| III Oberwerk C–g3 |               |        |
| 23.               | Coppelgedackt | 8′     |
| 24.               | Rohrgedackt   | 4′     |
| 25.               | Nasat         | 2 ⁄3′  |
| 26.               | Oktav         | 2′     |
| 27.               | Terz          | 1 3⁄5′ |
| 28.               | Larigot       | 1 ⁄3′  |
| 29.               | Flageolett    | 1′     |
| 30.               | Vox Humana    | 8′     |
|                   | Tremulant     |        |

| Pedal C–f1 |               |     |
| 31.        | Prinzipalbaß  | 16′ |
| 32.        | Subbaß        | 16′ |
| 33.        | Oktav         | 08′ |
| 34.        | Gedackt       | 08′ |
| 35.        | Oktav         | 04′ |
| 36.        | Choralflöte   | 02′ |
| 37.        | Hintersatz IV |     |
| 38.        | Posaune       | 16′ |

- Koppeln: II/I, III/I, III/II, I/P, II/P, III/P

- Spielhilfe: 2 freie Kombinationen